# Horodyszcze (rejon koriukowski)
Horodyszcze (ukr. Городище) – wieś na Ukrainie, w obwodzie czernihowskim, w rejonie koriukowskim, w hromadzie Mena. W 2001 liczyła 970 mieszkańców, spośród których 959 wskazało jako ojczysty język ukraiński, 8 rosyjski, a 3 białoruski.